# Дзевановский, Казимеж
Казимеж Дзевановский (пол. Kazimierz Dziewanowski) (7 ноября 1930 года, Варшава, Польша — 20 августа 1998 года, Пиш, Польша) — польский дипломат, посол в Вашингтоне в 1990—1993 годах. Известный писатель, журналист и репортёр. Деятель оппозиции во времена ПНР. Использовал псевдонимы Кароль Еж, Кароль Гродковский и, в соавторстве с Веславом Новаковским, Ян Каспшык.

## Биография
Сын первого в независимой Польше плоцкого старосты, Казимежа Дзевановского (1879—1942) и Кристины Росе. У дипломата был родной брат, тоже Казимеж (1905—1939), погибший в бою во время Сентябрьской войны. Отец Дзевановского был убит немцами в концлагере Дахау за участие в польском подполье.
Во время II мировой войны учился в подпольной гимназии имени Яна Замойского в Варшаве. После войны окончил гимназию в Констанцине-Езёрне. В 1946 году дебютировал как журналист на страницах издания «Młoda Rzeczpospolita». С 1948 по 1954 годы работал в редакции газеты «Nowa Wieś» и параллельно учился на факультетах английской филологии и юридическом Варшавского университета.
В 1955—1967 годах член редакции еженедельника «Świat». В 1961 году был соавтором (вместе с Лехом Пияновским) сценария исторического фильма «Дорога на Запад» (режиссёры Богдан Поремба и Рышард Бер), но ушёл из фильма и потребовал убрать своё имя из титров, из-за несогласия с цензурными изменениями итогового сценария. В 1964—1970 годах писал рецензии для ежемесячного литературного журнала «Nowe Książki». С 1968 по 1974 года работал в иностранном отделе газеты «Życie Warszawy», а в 1971—1972 годах также публиковал заграничные репортажи в журнале «Dookoła Świata». В 1973—1981 годах член редколлегии журнала «Literatura». В 1980—1981 годах участвовал в деятельности Согласительного комитета творческих и научных обществ.
В августе 1980 года во время забастовки рабочих был на Гданьской судоверфи. В 1981 году заместитель главного редактора газеты профсоюза «Солидарность» «Tygodnik Solidarność». Был также пресс-секретарём организационного комитета Конгресса польской культуры, деятельность которого была прервана введением военного положения. Был соредактором оппозиционного издания «21». С 1983 года сотрудничал с ежемесячником «Przegląd Powszechny». В конце 1980-х участвовал в деятельности Комитета независимой культуры. Был членом комиссии политических реформ Гражданского комитета Леха Валенсы. В 1989 году принимал участие в переговорах Круглого стола со стороны демократической оппозиции (подкомитет средств массовой информации).
В 1990—1993 годах первый посол посткоммунистической Польши в Соединённых Штатах Америки.
В 1993—1998 годах комментатор в газете «Rzeczpospolita» (в частности вёл рубрику «Всегда в субботу»). После его смерти на страницах Rzeczpospolita печатался цикл воспоминаний о Дзевановском, в том числе Леха Валенсы, Тадеуша Мазовецкого, Кшиштофа Скубишевского, Стефана Братковского, Войцеха Адамецкого, Яна Новака-Езиораньского, Збигнева Бжезиньского и Януша Онышкевича.
С 2002 года в США присуждается институтом Polish Institute of Arts and Sciences of America и посольством Польши премия имени Казимежа Дзевановского.
Дзевановский был членом Союза польских литераторов (1969—1983, в 1978—1982 член Главного правления и член Президиума), Товарищества польских писателей (1989—1998, один из организаторов), Польского ПЕН-клуба (1988—1998) и Евро-Атлантического Союза. Один из основателей «Фонда Польши в Европе».

## Премии и награды
- Награда им. Юлиана Бруна (1955)
- Награды Польского клуба журналистов-международников Союза польских журналистов (за книги «Архангелы и шакалы» (1966) и «Золото песков» (1977))
- Награда Алана Эйкборна и Майкла Фрейна (1987)
- Награда независимых журналистов (1987)
- Культурная награда Солидарности (1987 за книгу «Металлолом, смех поколений»)
- Награда имени Болеслава Пруса (за публикации в «Przeglądzie Powszechnym»)
- Награда польского ПЕН-клуба имени Ксаверия Прушиньского (1989)

## Основные произведения
- Świadek w kraju Kafki (репортажи; Iskry 1957)
- Mahomet i pułkownicy. Reportaż ze skrzyżowania wszystkich dróg świata (Iskry 1960, 2 дополненное издание: 1963; в серии: «Świat się zmienia»)
- 5000 kilometrów przyszłości (репортажи; совместно с Александром Миньковским; Iskry 1961; серия: «Świat się zmienia»)
- Reportaż o szkiełku i oku (биографии польских учёных; Iskry 1963, 1977)
- Skorpion w namiocie biurowym (репортаж; Książka i Wiedza 1964)
- Archanioły i szakale. Reportaż sprzed potopu (Iskry 1965, 1967; серия: «Naokoło świata»)
- Mój kolega czarownik (репортажи; Iskry 1967; серия: «Naokoło świata»)
- Kairskie ABC (путеводитель-репортаж; Iskry 1968, 1974)
- Księga zdziwień (репортажи; Iskry 1972)
- Ocalenie faraona Ramzesa (репортажи; Ruch 1972)
- Siedem miejsc osobliwych (репортажи; Krajowa Agencja Wydawnicza 1975)
- Złoto piasków (репортажи; Czytelnik 1976, 1978)
- Biblia i karabin (репортажи; Krajowa Agencja Wydawnicza 1979)
- Świat skarbów i tajemnic (книга для молодёжи; Nasza Księgarnia 1978)
- Brzemię białego człowieka (том I; Czytelnik 1981, ISBN 83-07-0045-7-8; том II; Czytelnik 1989, ISBN 83-07-0142-1-2; целиком: Oficyna Wydawnicza Rytm 1996, ISBN 83-85249-92-3)
- Właśnie wróciłem (избранные репортажи; Iskry 1981, ISBN 83-20702-98-4; серия: «Biblioteka Literatury Faktu»)
- Zapowiada się ostra zima (повесть; Iskry 1981, ISBN 83-20702-38-0)
- O kulawym diable i jego kulawym dziele (эссе; II obieg wydawniczy; Wydawnictwo Komitetu Kultury Niezależnej 1985)
- Złom żelazny, śmiech pokoleń (эссе; Libella, Paryż 1987; II obieg wydawniczy: «S» 1987, Pokolenie 1989)
- Paradoks niewoli (публицистика; II obieg wydawniczy; Wers 1989)
- Polityka w sercu Europy (публицистика; Oficyna Wydawnicza Rytm 1995, ISBN 83-86-6780-9-7)

## Переводы и редакция
- Louis E. Lomax, Bunt Murzynów (Iskry 1966, серия: «Świat się zmienia»)
- Super-Ameryka. Szkice o kulturze i obyczajach [t. I—II] (Państwowy Instytut Wydawniczy 1970; серия: «Plus Minus Nieskończoność»)
- Farley Mowat, Ginące plemię (Iskry 1972, серия: «Naokoło świata»; Muza 1997, ISBN 83-70-7981-8-7)
- 44 opowiadania prawdziwe (Iskry 1967)
- Ahmadou Kourouma, Fama Dumbuya, najprawdziwszy Dumbuya na białym koniu (Państwowy Instytut Wydawniczy 1975)
- Hanna Krall, Trudności ze wstawaniem (II obieg wydawniczy: Pokolenie 1988; под названием: Trudności ze wstawaniem. Okna, Alfa 1990, ISBN 83-70-0130-0-7; серия: «Z Tukanem»)
- Zbigniew Brzeziński, Wielka szachownica: główne cele polityki amerykańskiej (Świat Książki 1998, ISBN 83-71-2974-1-6)